# Menschenskinder (Band)
Die Popband Menschenskinder ist ein Projekt von Musikern und TV-Stars, die sich 2006 zusammentaten. Unter dem Motto Beweg dich, dann bewegst du was! touren sie seit 2006 alleine sowie mit anderen Stars.
Die Band besteht aus Timo Holstein, Peter Freudenthaler, Claudia Koreck, Fabian Harloff, Nils Brunkhorst, Bettina Schelker, Elli Erl, Günni Stöckel, Boris Böhringer, Peter Klein, Bene Neuner und Johannes Kronenberger.

## Diskografie
Am 29. August 2008 erschien das Album Neue Generation, nachdem kurz zuvor die Single Wenn du Lachst erschien.